# Porterpygus kieri
Porterpygus kieri is een zee-egel uit de familie Apatopygidae.
De wetenschappelijke naam van de soort werd in 1983 gepubliceerd door Baker.